# Skupina architektů moderního směru
Skupina architektů moderního směru (srbsky v cyrilici Група архитеката модерног правца, v latince Grupa arhitekata modernog pravca, zkr. ГАМП/GAMP) byla skupina architektů v Království Srbů, Chorvatů a Slovinců (později Jugoslávie) v 20. a 30. letech 20. století. 
Skupina podporovala myšlenku moderní architektury a koncepty funkcionalismu v prostředí, kde ještě dozníval akademismus s prvky secese a národní architektury z období počátku 20. století. Do uvedené skupiny patřili např. český architekt působící na Balkáně, Jan Dubový, nebo Branislav Kojić, Branko Maksimović, Milan Zloković a Dušan Babić, později se k nim připojil také Dragiša Brašovan.
Skupina působila v letech 1928–1934, a to na území celého jugoslávského království. Založena byla v závěru roku 1928, jejich manifest vyšel dokonce i v populárních novinách Politika. Počet členů skupiny různě osciloval, maximálně čítala osmnáct lidí. Za velký úspěch považovala skupina příchod dobře etablovaného architekta Dragiši Brašovana (autora budovy vojvodinské vlády a parlamentu) a návrh projektanta Nikoly Dobroviće na úpravu terasy u Terazijí (ulice v Bělehradu) z roku 1930 jako finální vítězství moderní architektury v jugoslávské metropoli. Po rozpuštění GAMPu se někteří z architektů připojili k umělecké skupině Oblik (tvar). 